# Вуд, Джефф
Джеффри (Джефф) Реджинальд Вуд (англ. Jeffrey "Jeff" Reginald Wood; 4 февраля 1954, Ислингтон, Англия) — английский футболист и тренер.

## Карьера
Выступал на позиции вратаря. Долгое время играл за «Чарльтон Атлетик», а в конце карьеры Вуд выступал в чемпионатах Финляндии, Мальты, Гонконга и в низших английских лигах.
В декабре 1996 году вошел в тренерский штаб Стива Гритта в команде третьего дивизиона Футбольной лиги «Брайтон энд Хоув Альбион». С январе по апрель 1999 года самостоятельно возглавлял ее. В октябре 2000 года стал главным тренером мальтийской «Слимы Уондерерс». Под его руководством она завоевывала серебро чемпионата и доходила до финала кубка страны.
Долгое время Джефф Вуд являлся директором футбольной академии «Чарльтон Атлетик».
Являлся тренером вратарей клуба Английской Премьер-лиги «Норвич Сити», а позднее занимался с голкиперами в молодежной и юниорской сборной Уэльса, а также в команде «Лутон Таун».
С 2014 года работает в Гибралтаре. Джефф Вуд возглавлял сборную этой территории. После нескольких лет у ее руля, англичанин перешел к управлению юниорской национальной команды. На данный момент он является координатором местного клуба «Европа».

## Достижения

### Футболиста
- Обладатель Кубка Финляндии (1): 1984.
- Обладатель Суперкубка Мальты (1): 1986.

### Тренера
- Финалист Кубка Мальты (1): 2001/02.